# Nahomi Kawasumi
Nahomi Kawasumi (jap. 川澄 奈穂美 Kawasumi Nahomi; ur. 23 września 1985) – japońska piłkarka, reprezentantka kraju. Obecnie występuje w INAC Kobe Leonessa.

## Kariera klubowa
Od 2008 roku występowała w klubach INAC Kobe Leonessa i Seattle Reign.

## Kariera reprezentacyjna
W reprezentacji Japonii zadebiutowała w 2008. W sumie w reprezentacji wystąpiła w 78 spotkaniach.

### Sukcesy
- Igrzyska olimpijskie; 2012 (Srebro)
- Mistrzostwa świata; 2011 (Złoto), 2015 (Srebro)